# Portuguesa FC
Portuguesa Fútbol Club ist ein venezolanischer Fußballverein aus Acarigua. Der Verein wurde 1972 gegründet und trägt seine Heimspiele im Estadio José Antonio Páez aus, das Platz bietet für 18.000 Zuschauer. Portuguesa FC wurde bisher fünfmal venezolanischer Fußballmeister und spielt derzeit in der Primera División, der höchsten Spielklasse in Venezuela.

## Geschichte
Der Verein Portuguesa FC wurde am 2. März 1972 in Acarigua, der Hauptstadt des venezolanischen Bundesstaates Portuguesa im Nordwesten des Landes, gegründet. In Anlehnung an den Bundesstaat erhielt der Verein auch seinen Namen und hieß fortan Portuguesa FC. Nachdem man bereits im ersten Jahr an der Meisterschaft in der Primera División teilgenommen hatte, gelang dem neu gegründeten Verein im ersten Jahr nach der Gründung, also 1973, der erstmalige Gewinn der venezolanischen Fußballmeisterschaft. In der ersten Liga wurde ein erster Platz vor Deportivo Italia, dem heutigen Deportivo Petare, belegt. Im folgenden Jahr versuchte man die Titelverteidigung, verpasste dies jedoch durch einen zweiten Rang hinter Deportivo Galicia nur knapp. 1975 begann dann für Portuguesa FC eine Serie von vier Meisterschaften in Serie, die den Verein unter den wichtigsten in Venezuela etablierte. 1978 holte Portuguesa FC seinen fünften und bis heute letzten Meistertitel. In den Jahren 1980 wurde man noch zwei weitere Male Tabellenzweiter und somit Vizemeister, ein sechster Titel folgte aber nicht. 
Heutzutage spielt Portuguesa FC in der zweitklassigen Segunda División. Zum bisher letzten Mal in der Primera División war man in der Saison 2008/09 zu finden. Damals belegte man in der Gesamttabelle nach Apertura und Clausura den achtzehnten und letzten Platz und musste zusammen mit Estrella Roja FC sowie den aus finanziellen Gründen strafversetzten AC Minervén FC und UA Maracaibo in die zweite Liga absteigen. Seitdem spielt Portuguesa FC zweitklassig.
In besseren Zeiten nahm Portuguesa FC insgesamt acht Mal an der Copa Libertadores, dem wichtigsten Fußballturnier für Vereinsmannschaften in Südamerika, teil. Bei sieben von acht Teilnahmen kam man allerdings nicht über die erste Runde hinaus. In der Copa Libertadores 1977 jedoch überstand man die erste Gruppenphase durch einen ersten Platz vor Unión Huaral, Estudiantes de Mérida und den Sport Boys und stand im Halbfinale, das zur damaligen Zeit auch als Gruppenphase ausgespielt wurde. Im ersten Halbfinalspiel besiegte Portuguesa den brasilianischen Vertreter SC Internacional Porto Alegre gleich mit 3:0, was aber auch zugleich den letzten Sieg in diesem Turnier für den venezolanischen Verein darstellen sollte. Die restlichen Spiele gegen Internacional und Cruzeiro EC gingen verloren und Portuguesa schied aus, während Cruzeiro ins Finale einzog und erst dort im Elfmeterschießen des Entscheidungsspiels den Boca Juniors aus Argentiniens Hauptstadt Buenos Aires unterlag.

## Erfolge
- Primera División: 5× (1973, 1975, 1976, 1977, 1978)
- Segunda División: 2× (2006, 2014)
- Copa Venezuela: 3× (1973, 1976, 1977)
- Teilnahme an der Copa Libertadores: 8×

1974: erste Runde
1975: erste Runde
1976: erste Runde
1977: Halbfinale
1978: erste Runde
1979: erste Runde
1981: erste Runde
1984: erste Runde

## Bekannte Spieler
- Gualberto Campos
- Sandro Silva